# Списък на селата в България/Голямо Белово – Калайджии
Това е списък на селата в България, подредени по азбучен ред. Всеки списък има около 1000 села.
- Абланица – Голямо Асеново;
- Голямо Белово – Калайджии;
- Калейца – Неделкова гращица;
- Неделково – Скорците;
- Скравена – Яхиново.

## Голямо Белово – Горно Павликене
Голямо Белово,
Голямо Буково,
Голямо Враново,
Голямо градище,
Голямо Доляне,
Голямо Дряново,
Голямо Каменяне,
Голямо Крушево,
Голямо Ново,
Голямо Пещене,
Голямо Соколово,
Голямо Църквище,
Голямо Чочовени,
Голяновци,
Гомотарци,
Горан,
Горановци (Област Велико Търново),
Горановци (Област Кюстендил),
Гореме,
Горен Еневец,
Горен чифлик,
Горица (Област Бургас),
Горица (Област Варна),
Горица (Област Добрич),
Горица (Област Търговище),
Горичане,
Горичево,
Горна Арда,
Горна Бела речка,
Горна Бешовица,
Горна Биркова,
Горна Брезница,
Горна Брестница,
Горна Василица,
Горна Вереница,
Горна Врабча,
Горна Глоговица,
Горна Гращица,
Горна Диканя,
Горна Дъбева,
Горна Златица,
Горна Кабда,
Горна Ковачица,
Горна Козница,
Горна Кремена,
Горна Крушица,
Горна Липница,
Горна Лука,
Горна Малина,
Горна Мелна,
Горна Митрополия,
Горна Рибница,
Горна Росица,
Горна Секирна,
Горна Студена,
Горна Сушица,
Горна Хаджийска,
Горна Хубавка,
Горна крепост,
Горна кула,
Горна махала,
Горни Богров,
Горни Вадин,
Горни Върпища,
Горни Главанак,
Горни Дамяновци,
Горни Домлян,
Горни Дъбник,
Горни Коритен,
Горни Лом,
Горни Окол,
Горни Радковци,
Горни Романци,
Горни Танчевци,
Горни Цибър,
Горни Юруци,
Горни край,
Горник,
Горно Абланово,
Горно Александрово,
Горно Белево,
Горно Ботево,
Горно Войводино,
Горно Вършило,
Горно Драглище,
Горно Дряново,
Горно Изворово,
Горно Камарци,
Горно Кирково,
Горно Кобиле,
Горно Козарево,
Горно Краище,
Горно Къпиново,
Горно Луково,
Горни Маренци,
Горно Новково,
Горно Ново село,
Горно Озирово,
Горно Осеново,
Горно Павликене

## Горно Пещене – Гулия
Горно Пещене,
Горно Прахово,
Горно Сахране,
Горно Спанчево,
Горно Трапе,
Горно Уйно,
Горно Хърсово,
Горно Церовене,
Горно Черковище,
Горно Ябълково,
Горно поле,
Горно село,
Горнова могила,
Горноселци,
Горнослав,
Горово (Област Бургас),
Горово (Област Смолян),
Гороцвет,
Горочевци,
Горска поляна,
Горска,
Горски Горен Тръмбеш,
Горски Долен Тръмбеш,
Горски Сеновец,
Горски извор (Област Кърджали),
Горски извор (Област Хасково),
Горско Абланово,
Горско Дюлево,
Горско Калугерово,
Горско Косово,
Горско Ново село,
Горско Сливово,
Горско село,
Горско,
Горталово,
Горун,
Горунака,
Горчево,
Господиново (Област Варна),
Господиново (Област Силистра),
Господинци,
Гостилица,
Гостиля,
Гостиня,
Гостун,
Градево,
Градежница,
Градец (Област Видин),
Градец (Област Сливен),
Градец (Област София),
Градешница,
Градина (Област Плевен),
Градина (Област Пловдив),
Градина (Област Разград),
Градинарово,
Градини,
Градище (Област Габрово),
Градище (Област Плевен),
Градище (Област Шумен),
Градница (Област Габрово),
Градница (Област Добрич),
Градско,
Градсковски колиби,
Градът,
Грамаде (Област Кюстендил),
Грамаде (Област Смолян),
Грамаждано,
Граматиково,
Граматици,
Гранит,
Гранитец,
Гранитово (Област Видин),
Гранитово (Област Ямбол),
Граница,
Граничак,
Граничар (Област Бургас),
Граничар (Област Добрич),
Граф Игнатиево,
Графитово,
Грашево,
Гривица,
Гривка,
Гривяк,
Григорево,
Грозден,
Гроздьово,
Громшин,
Грохотно,
Груево,
Гръблевци,
Грълска падина,
Грънчарово,
Губеш,
Губислав,
Гугутка,
Гудевица,
Гулийка,
Гулия

## Гумощник – Джигурово
Гумощник,
Гурбановци,
Гургулица,
Гургулят,
Гурково (Област Добрич),
Гурково (Област София),
Гурмазово,
Гусла,
Гуслар,
Гуцал,
Гъбене,
Гълъбец (Област Бургас),
Гълъбец (Област Хасково),
Гълъбинци,
Гълъбник,
Гълъбово (Област Благоевград),
Гълъбово (Област Пловдив),
Гълъбово (Област Смолян),
Гълъбовци,
Гъмзово,
Гърбино,
Гърбище,
Гърдевци,
Гърло,
Гърляно,
Гърмен,
Гърнати,
Гърня,
Гърчиново,
Гъсково,
Гьоврен,
Гюешево,
Гюльовца,
Гюргич,
Давери,
Давидково,
Давидово (Област Силистра),
Давидово (Област Търговище),
Дагоново,
Даевци,
Дайновци,
Дамяница,
Дамяново,
Даскал-Атанасово,
Даскалово,
Две тополи,
Дворище (Област Кюстендил),
Дворище (Област Стара Загора),
Дебел дял,
Дебели лаг,
Дебели рът,
Дебелт,
Дебелцово,
Дебеляново,
Дебнево,
Дебово,
Дебочица,
Дебрен,
Дебрене (Област Благоевград),
Дебрене (Област Добрич),
Дебръщица,
Девене,
Девенци,
Девесилица,
Девесилово,
Деветак,
Деветаки,
Деветаците,
Деветинци,
Девино,
Девинци,
Дедец,
Дедина,
Дедино,
Дединци,
Дедово,
Деков,
Делвино (Област Благоевград),
Делвино (Област Кърджали),
Делейна,
Делова махала,
Делчево (Област Благоевград),
Делчево (Област Разград),
Делян (Област Кюстендил),
Делян (Област София),
Деляновци,
Денница (Област Шумен),
Денница (Област Ямбол),
Денчевци,
Дервишка могила,
Дерманци,
Детелина (Област Бургас),
Детелина (Област Варна),
Дечковци,
Джамузовци,
Джанка,
Джелепско,
Джерман,
Джерово,
Джигурово

## Джинот – Долие
Джинот,
Джинчовци,
Джулюница (Област Велико Търново),
Джулюница (Област Русе),
Джумриите,
Джурково,
Джурово,
Дибич,
Дива Слатина,
Дивеци,
Дивля,
Дивотино,
Дивчовото,
Диманово,
Димиевци,
Димитриево,
Димитровци,
Димитровче,
Димово,
Димовци (Област Велико Търново),
Димовци (Област Стара Загора),
Димча,
Димчево,
Динево,
Динк,
Динката,
Динковица,
Динково,
Диня,
Дирало,
Дисевица,
Дисманица,
Дичево,
Дичин,
Длъгнево,
Длъгня,
Длъжка поляна,
Длъжко,
Длъхчево-Сабляр,
Доборско,
Добра поляна,
Добравица,
Добралък,
Добрева череша,
Добрево,
Добревци (Област Велико Търново),
Добревци (Област Габрово),
Добревци (Област Ловеч),
Добрените,
Добри Войниково,
Добри дол (Област Варна),
Добри дол (Област Кюстендил),
Добри дол (Област Монтана),
Добри дол (Област Пловдив),
Добри дял,
Добри лаки,
Добрин,
Добрина,
Добриново (Област Бургас),
Добриново (Област Кърджали),
Добринци,
Добрич (Област Хасково),
Добрич (Област Ямбол),
Добровница,
Доброво,
Доброглед,
Добродан,
Добролево,
Добромир,
Добромирка,
Добромирци,
Доброплодно,
Доброселец,
Доброславци,
Добростан,
Добротино,
Добротица (Област Силистра),
Добротица (Област Търговище),
Добротич,
Добруджанка,
Добруша,
Добърско,
Добърчин,
Доганово,
Дождевица,
Дойранци (Област Кърджали),
Дойранци (Област Шумен),
Дойренци,
Докатичево,
Доктор Йосифово,
Докьовци,
Долен (Област Благоевград),
Долен (Област Смолян),
Долен Еневец,
Долене,
Долени,
Долец (Област Силистра),
Долец (Област Търговище),
Долие

## Долина – Драганица
Долина (Област Добрич),
Долина (Област Шумен),
Долистово,
Долище (Област Варна),
Долище (Област Кърджали),
Долна Бела речка,
Долна Бешовица,
Долна Василица,
Долна Вереница,
Долна Врабча,
Долна Градешница,
Долна Гращица,
Долна Диканя,
Долна Дъбева,
Долна Златица,
Долна Кабда,
Долна Козница,
Долна Кремена,
Долна Крушица,
Долна Липница,
Долна Малина,
Долна Мелна,
Долна Невля,
Долна Рибница,
Долна Рикса,
Долна Секирна,
Долна Студена,
Долна Хубавка,
Долна крепост,
Долна кула,
Долна махала,
Долни Богров,
Долни Бошняк,
Долни Вадин,
Долни Вит,
Долни Върпища,
Долни Главанак,
Долни Дамяновци,
Долни Драгойча,
Долни Коритен,
Долни Лом,
Долни Луковит,
Долни Марян,
Долни Окол,
Долни Пасарел,
Долни Радковци,
Долни Раковец,
Долни Романци,
Долни Танчевци,
Долни Цибър,
Долни Юруци,
Долно Абланово,
Долно Белево,
Долно Белотинци,
Долно Ботево,
Долно Войводино,
Долно Вършило,
Долно Големанци,
Долно Драглище,
Долно Дряново,
Долно Изворово,
Долно Камарци,
Долно Кобиле,
Долно Козарево,
Долно Къпиново,
Долно Линево,
Долно Луково,
Долно Новково,
Долно Ново село (Област София),
Долно Ново село (Област Стара Загора),
Долно Озирово,
Долно Осеново,
Долно Прахово,
Долно Ряхово,
Долно Сахране,
Долно Спанчево,
Долно Съдиево,
Долно Уйно,
Долно Церовене,
Долно Черковище,
Долно Шивачево,
Долно Ябълково,
Долно поле,
Долно село,
Долноселци,
Долнослав,
Домище,
Домлян,
Дондуково,
Донино,
Донковци,
Дончево,
Дончовци,
Дорково,
Доситеево,
Доспей,
Доча,
Драбишна,
Драгана,
Драганица

## Драгановец – Дъбен
Драгановец,
Драганово (Област Бургас),
Драганово (Област Велико Търново),
Драганово (Област Добрич),
Драганово (Област Кърджали),
Драгановци (Област Велико Търново),
Драгановци (Област Габрово),
Драганци,
Драганчетата,
Драгаш войвода,
Драгиевци,
Драгижево,
Драгийци,
Драгиново,
Драгичеви колиби,
Драгичево,
Драгневци (Област Велико Търново),
Драгневци (Област Габрово),
Драговищица (Област Кюстендил),
Драговищица (Област София),
Драгово,
Драгодан,
Драгоданово,
Драгоево,
Драгоил,
Драгойново,
Драгойчинци,
Драгомани,
Драгомир,
Драгомирово (Област Велико Търново),
Драгомирово (Област Перник),
Драгомъж,
Драгор,
Драготинци,
Драгуш,
Драгушиново,
Дражево,
Дражинци,
Драка,
Драката,
Дралфа,
Драма,
Дрангово (Област Благоевград),
Дрангово (Област Кърджали),
Дрангово (Област Пловдив),
Драндарите,
Драчево,
Драшан,
Драшкова поляна,
Дреатин,
Дрен,
Дренково,
Дренов,
Дреновец,
Дреновица,
Дреново (Област Благоевград),
Дреново (Област София),
Дрента,
Дренци,
Дриново,
Дрипчево,
Дропла (Област Бургас),
Дропла (Област Добрич),
Друган,
Дружба,
Дружево,
Дружинци,
Друмево,
Друмохар,
Друмче,
Дръмша,
Дръндар,
Дрянка,
Дрянковец,
Дрянова глава,
Дряновец (Област Добрич),
Дряновец (Област Разград),
Дряновец (Област Русе),
Дряновец (Област Смолян),
Дряново (Област Пловдив),
Дряново (Област Хасково),
Дряново (Област Ямбол),
Дуванлии,
Дуковци,
Думници,
Дунавец,
Дунавци (Област Велико Търново),
Дунавци (Област Стара Загора),
Дунево,
Дуня,
Дуранкулак,
Дурча,
Духовец,
Душанци,
Душево,
Душевски колиби,
Душинково,
Душинци,
Душка,
Дъбен

## Дъбене – Еньовче
Дъбене,
Дъбник,
Дъбница,
Дъбова (Област Сливен),
Дъбова (Област Смолян),
Дъбова Махала,
Дъбован,
Дъбовец,
Дъбовик,
Дъбовица,
Дъбово (Област Стара Загора),
Дъбово (Област Ямбол),
Дъбрава (Област Благоевград),
Дъбрава (Област Добрич),
Дъбрава (Област Ловеч),
Дъбравата,
Дъбравино,
Дъбравите,
Дъбравица,
Дъбравка,
Дъждино,
Дъждовник,
Дъждовница,
Дълбок дол,
Дълбок извор,
Дълбоки,
Дълга лука,
Дългач,
Дълги дел,
Дълги припек,
Дълго поле (Област Видин),
Дълго поле (Област Пловдив),
Дългоделци,
Дънгово,
Дървари,
Държава,
Държавен,
Държаница,
Дърлевци,
Дърманци,
Дъскарите,
Дъскот,
Дъскотна,
Дюлево (Област Бургас),
Дюлево (Област Пазарджик),
Дюлино,
Дюлица,
Дюля,
Дядово,
Дядовско,
Дядовци,
Дяково,
Дялък,
Дянково,
Евлогиево,
Евренозово,
Егрек,
Егълница,
Единаковци,
Едрево,
Едрино,
Ездимирци,
Езерец,
Езеро,
Езерово (Област Варна),
Езерово (Област Пловдив),
Езерото,
Езерче,
Екзарх Антимово,
Екзарх Йосиф,
Елена,
Еленино,
Еленка,
Еленов дол,
Еленово (Област Благоевград),
Еленово (Област Сливен),
Еленово (Област Търговище),
Еленска,
Елешница (Област Благоевград),
Елешница (Област София),
Елин Пелин (село),
Елисейна,
Еловдол (Област Перник),
Еловдол (Област София),
Еловица (Област Монтана),
Еловица (Област Перник),
Елховец,
Елхово,
Елхово,
Елшица,
Ельово,
Емен,
Емона,
Енев рът,
Енево (Област Добрич),
Енево (Област Шумен),
Енина,
Еница,
Енчец,
Енчовци,
Еньовче

## Ерден – Звезда
Ерден,
Еремия,
Ерма река,
Еровете,
Ерул,
Есен,
Есеница,
Ефрейтор Бакалово,
Ефрем,
Жабляно,
Жабокрът,
Жегларци,
Жеглица,
Жедна,
Железари,
Железарци,
Железино,
Железна,
Железник (Област Бургас),
Железник (Област Кърджали),
Железница (Област Благоевград),
Железница (София-град),
Желен,
Желъд,
Желъдово,
Желю войвода,
Желява,
Желязковец,
Желязно,
Желязово,
Женда,
Жеравино,
Жеравна,
Жернов,
Живко,
Живково (Област София),
Живково (Област Шумен),
Жижево,
Жиленци,
Жилино,
Жинзифово,
Житарник,
Житен (Област Добрич),
Житен (София-град),
Житница (Област Варна),
Житница (Област Добрич),
Житница (Област Кърджали),
Житница (Област Пловдив),
Житосвят,
Житуша,
Жребево,
Жребино,
Жребичко,
Жълт бряг,
Жълт камък,
Жълтеш,
Жълти бряг,
Жълти рид,
Жълтика,
Жълтопоп,
Жълтуша,
Забел,
Заберново,
Забърдо,
Завала,
Завет,
Заветно,
Завидовци,
Завой,
Завоя,
Загоре,
Загориче,
Загорски,
Загорско,
Загорци (Област Бургас),
Загорци (Област Добрич),
Загорци (Област Сливен),
Загражден (Област Плевен),
Загражден (Област Смолян),
Задруга,
Заевите,
Заимчево,
Зайчар,
Зайчари,
Зайчино Ореше,
Зайчино,
Замфир,
Замфирово,
Заноге,
Зараево,
Зарица,
Зарник,
Заселе,
Засмяно,
Зафирово,
Захари Стояново (Област Добрич),
Захари Стояново (Област Търговище),
Зая,
Звегор,
Звезда (Област Бургас),
Звезда (Област Търговище)

## Звездел – Иваново
Звездел,
Звезделина,
Звезден,
Звездец,
Звездица (Област Варна),
Звездица (Област Търговище),
Звенимир,
Зверино,
Звиница,
Звънарка,
Звънарци,
Звънец,
Звъника,
Звъничево,
Звънче,
Згалево,
Згориград,
Згурово,
Здравец (Област Варна),
Здравец (Област Пловдив),
Здравец (Област Разград),
Здравец (Област Търговище),
Здравец (Област Хасково),
Здравковец,
Здравчец,
Зебил,
Зелена морава,
Зелендол,
Зелениград,
Зеленик,
Зеленика,
Зелениково (Област Кърджали),
Зелениково (Област Пловдив),
Зелено дърво,
Земенци,
Землен,
Зетьово (Област Бургас),
Зетьово (Област Стара Загора),
Зидарово,
Зидарци,
Зимевица,
Зимен,
Зимзелен,
Зимница (Област Добрич),
Зимница (Област Стара Загора),
Зимница (Област Ямбол),
Зимовина,
Зиморница,
Златар,
Златари,
Златарица,
Златевци,
Злати войвода,
Златина,
Златиница,
Златирът,
Златитрап,
Златия (Област Добрич),
Златия (Област Монтана),
Златна Панега,
Златна ливада,
Златна нива (Област Шумен),
Златовръх,
Златоклас,
Златолист (Област Благоевград),
Златолист (Област Кърджали),
Златополе,
Златосел,
Златоустово,
Златуша,
Злидол,
Злогош,
Злокучене (Област Пазарджик),
Злокучене (Област София),
Змеево,
Змеица,
Змейно,
Змейово,
Змиево,
Знаменосец,
Зограф,
Зойчене,
Зорница (Област Благоевград),
Зорница (Област Бургас),
Зорница (Област Варна),
Зорница (Област Кърджали),
Зорница (Област Смолян),
Зорница (Област Хасково),
Зърнево,
Ивайло,
Иван Вазово,
Иван Шишманово,
Иванили,
Иванковци,
Иваново (Област Благоевград),
Иваново (Област Русе),
Иваново (Област Смолян),
Иваново (Област Хасково),
Иваново (Област Шумен)

## Ивановци – Калайджии
Ивановци (Област Велико Търново),
Ивановци (Област Видин),
Ивановци (Област Кюстендил),
Ивански,
Иванци,
Иванча (Област Велико Търново),
Иванча (Област Търговище),
Иваняне,
Иганово,
Иглика (Област Габрово),
Иглика (Област Шумен),
Иглика (Област Ямбол),
Игнатица,
Игнатово,
Игнатовци (Област Велико Търново),
Игнатовци (Област Габрово),
Игралище,
Идилево,
Избеглии,
Избул,
Извор (Област Бургас),
Извор (Област Видин),
Извор (Област Перник),
Извор (Област Пловдив),
Извор (Област София),
Извор махала,
Изворище,
Изворник,
Изворово (Област Добрич),
Изворово (Област Пловдив),
Изворово (Област Стара Загора),
Изворово (Област Търговище),
Изворово (Област Хасково),
Изворско,
Изворче,
Изгрев (Област Благоевград),
Изгрев (Област Бургас),
Изгрев (Област Варна),
Изгрев (Област Плевен),
Изгрев (Област Сливен),
Изгрев (Област Смолян),
Изгрев (Област Шумен),
Изгрев (Област Ямбол),
Източник,
Илаков рът,
Илевци,
Илийно,
Илийско,
Илинден,
Илинденци,
Илиница,
Илиювци,
Илия,
Илия Блъсково,
Имренчево,
Индже войвода,
Иново,
Иречек,
Иречеково,
Ирник,
Искра (Област Бургас),
Искра (Област Габрово),
Искра (Област Кърджали),
Искра (Област Пловдив),
Искра (Област Силистра),
Искрец,
Искрица,
Искър (Област Варна),
Искър (Област Плевен),
Исперихово,
Исьовци,
Ичера,
Йерусалимово,
Йоаким Груево,
Йовково,
Йововци,
Йовчевци,
Йоглав,
Йонково,
Йончово,
Йорданово,
Кабиле,
Каблешково (Област Добрич),
Каблешково (Област Кърджали),
Кавлак,
Кавракирово,
Кадиево,
Кадровица,
Казак,
Казанка,
Казаците,
Казачево,
Казашка река,
Казашко,
Казимир,
Казичене,
Кайнарджа,
Калайджиево,
Калайджии